# Semaine 45
D'après la norme ISO 8601, une semaine débute un lundi et s'achève un dimanche, et une semaine dépend d'une année lorsqu'elle place une majorité de ses sept jours dans l'année en question, soit au moins quatre. Dès lors, la semaine 45 est la semaine du quarante-cinquième jeudi de l'année. Elle suit la semaine 44 et précède la semaine 46 de la même année.
La semaine 45 est pratiquement toujours la semaine du 8 novembre, sauf exceptionnellement, dans le cas d'une année bissextile commençant un jeudi.
Elle commence au plus tôt le 1er novembre et au plus tard le 8 novembre.
Elle se termine au plus tôt le 7 novembre et au plus tard le 14 novembre.

## Notations normalisées
La semaine 45 dans son ensemble est notée sous la forme W45 pour abréger.
| Jour de la semaine 45 | Notation |
| --------------------- | -------- |
| Lundi                 | W45-1    |
| Mardi                 | W45-2    |
| Mercredi              | W45-3    |
| Jeudi                 | W45-4    |
| Vendredi              | W45-5    |
| Samedi                | W45-6    |
| Dimanche              | W45-7    |

## Cas de figure
| Cas | Le 31 décembre est… | L'année est une année… | Le quarante-cinquième jeudi de l'année tombe… | La semaine 45 débute… | La semaine 45 s'achève… | Premier cas après 2008 |
| --- | ------------------- | ---------------------- | --------------------------------------------- | --------------------- | ----------------------- | ---------------------- |
| 0   | Un vendredi         | bissextile DC          | Le 4 novembre                                 | Le lundi 1er novembre | Le dimanche 7 novembre  | 2032                   |
| 1   | Un jeudi            | D ou ED                | Le 5 novembre                                 | Le lundi 2 novembre   | Le dimanche 8 novembre  | 2009                   |
| 2   | Un mercredi         | E ou FE                | Le 6 novembre                                 | Le lundi 3 novembre   | Le dimanche 9 novembre  | 2014                   |
| 3   | Un mardi            | F ou GF                | Le 7 novembre                                 | Le lundi 4 novembre   | Le dimanche 10 novembre | 2013                   |
| 4   | Un lundi            | G ou AG                | Le 8 novembre                                 | Le lundi 5 novembre   | Le dimanche 11 novembre | 2018                   |
| 5   | Un dimanche         | A ou BA                | Le 9 novembre                                 | Le lundi 6 novembre   | Le dimanche 12 novembre | 2017                   |
| 6   | Un samedi           | B ou CB                | Le 10 novembre                                | Le lundi 7 novembre   | Le dimanche 13 novembre | 2011                   |
| 7   | Un vendredi         | C                      | Le 11 novembre                                | Le lundi 8 novembre   | Le dimanche 14 novembre | 2010                   |

1. 1 2 3  Dans ce cas, l'année compte une semaine 53.